# 4559 Strauss
4559 Strauss eller 1989 AP6 är en asteroid i huvudbältet som upptäcktes den 11 januari 1989 av den tyske astronomen Freimut Börngen vid Tautenburg-observatoriet. Den har fått sitt namn efter Johann Strauss den yngre.
Asteroiden har en diameter på ungefär 11 kilometer och den tillhör asteroidgruppen Eos.